# 加的夫市場
加的夫市場（英語：Cardiff Market），又名加的夫中央市場（英語：Cardiff Central Market）或市場大廈（Market Building），位於威爾斯首都加的夫市中心的城堡角，是一座建於維多利亞時代的室內市場。

## 背景

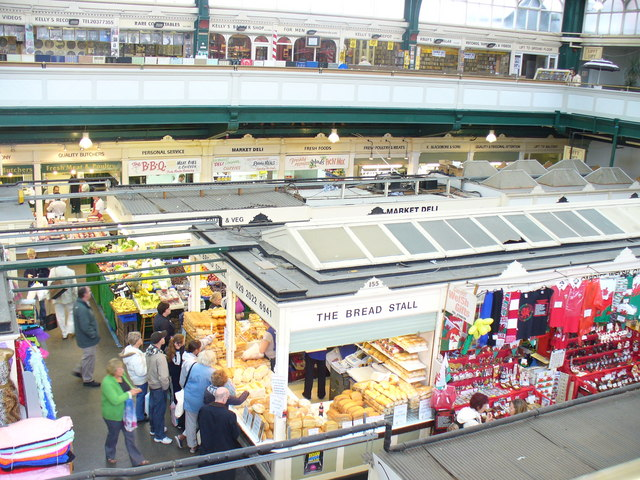
自二層拍攝的加的夫市場內部

市場所在地曾是加的夫監獄的地址，絞刑架位於現在的市場聖瑪麗街入口處。迪克·彭德林於1831年8月13日在這裡被處死。加的夫市場由測量員威廉·哈珀設計，開業於1891年5月。這裡自18世紀開始就有一座農貿市場。
加的夫市場包括兩個購物樓層，分別是一層和一個陽台層，後者繞建築外牆修建。市場有三個入口，分別位於聖瑪麗街/高街、三一街和教堂街附近的小巷。1910年開始，市場的高街入口處懸掛有一座H. Samuel大鐘。現在的時鐘設置於1963年末，由德比的史密斯製作。2011年，這座大鐘得到修復，耗資2.5萬英鎊。
1975年開始，加的夫市場被列為登錄建築。現在加的夫市場是II*級登錄建築。

## 店鋪
加的夫市場有多種店鋪，包括各種生鮮食品、熟食、食品和耐用品。阿什頓水產店（Ashton's）是加的夫市場的著名店鋪之一，自稱自1866年開始就在市場的三一街入口處銷售各種生鮮水產。2012年，該店出售了一條長20英尺、重500磅的長尾鯊，並因此登上新聞頭條。
另一著名的長壽店鋪是The Market Deli。這家店鋪是一個擁有超過百年歷史的小型家族企業，自1928年開始就在同一攤位營業。

## 外部連結
- Cardiff Market (official site)
- Cardiff Market (Cardiff Council site)